# Kleinensee
Kleinensee ist ein Stadtteil von Heringen (Werra) im osthessischen Landkreis Hersfeld-Rotenburg.

## Geographie
Das Dorf liegt, von Wald umgeben, nordwestlich des Hauptortes Heringen am Rand des Gerstunger Beckens. Durch den Ort verläuft die Landesstraße 3255.

## Geschichte

### Ortsgeschichte
Erstmals urkundlich erwähnt wird das Dorf im Jahre 1579 mit dem Namen Cleinensehe. Der Ortsname wird vom damaligen Cleinensee (später Seulingsee) abgeleitet, der 1704 trockengelegt wurde. 1604 wird eine Kirche erwähnt. Von 1838 bis 1840 wurde sie neu errichtet.
Im Jahre 1733 wurde aus dem thüringischen Kleinensee im Amt Gerstungen per Vertrag ein hessischer Ort. Er wurde gemeinsam mit fünf anderen Orten zu Hessen geschlagen, nachdem der Landgraf Friedrich von Hessen seine Ansprüche auf das gemeinsam mit Sachsen-Eisenach verwaltete Amt Hausbreitenbach fallen ließ. Seitdem gehörte Kleinensee zum Amt Friedewald und war von drei Seiten von thüringischem Gebiet umgeben. Die evangelisch-lutherische Gemeinde im Ort blieb aber weiterhin bei Thüringen, weshalb sie nicht wie die hessischen Kirchgemeinden im 17. Jahrhundert reformiert wurde.
Die ab 1945 bestehende Zonengrenze teilte die Straßenverbindungen nach Thüringen. 1952 wurde die Grenze vollständig gesperrt.

### Kleinensee als Stadtteil
Zum 1. August 1972 wurde die bis dahin selbständige Gemeinde Kleinensee im Zuge der Gebietsreform in Hessen kraft Landesgesetz in die Stadt Heringen (Werra) eingemeindet.
Für Kleinensee wie für alle im Zuge der Gebietsreform nach Heringen eingegliederten Gemeinden wurde ein Ortsbezirk mit Ortsbeirat und Ortsvorsteher nach der Hessischen Gemeindeordnung gebildet.
Die ehemalige Schule wurde 1975 zum Dorfgemeinschaftshaus umgebaut.

### Einwohnerentwicklung
| Kleinensee: Einwohnerzahlen von 1834 bis 2020 | Kleinensee: Einwohnerzahlen von 1834 bis 2020 | Kleinensee: Einwohnerzahlen von 1834 bis 2020 | Kleinensee: Einwohnerzahlen von 1834 bis 2020 | Kleinensee: Einwohnerzahlen von 1834 bis 2020 |
| --- | --------------------------------------------- | --------------------------------------------- | --------------------------------------------- | --------------------------------------------- |
| Jahr |                                               |                                               |                                               | Einwohner                                     |
| 1834 | 1834                                          |                                               | 353                                           | 353                                           |
| 1840 | 1840                                          |                                               | 361                                           | 361                                           |
| 1846 | 1846                                          |                                               | 345                                           | 345                                           |
| 1852 | 1852                                          |                                               | 351                                           | 351                                           |
| 1858 | 1858                                          |                                               | 350                                           | 350                                           |
| 1864 | 1864                                          |                                               | 353                                           | 353                                           |
| 1871 | 1871                                          |                                               | 316                                           | 316                                           |
| 1875 | 1875                                          |                                               | 314                                           | 314                                           |
| 1885 | 1885                                          |                                               | 347                                           | 347                                           |
| 1895 | 1895                                          |                                               | 352                                           | 352                                           |
| 1905 | 1905                                          |                                               | 333                                           | 333                                           |
| 1910 | 1910                                          |                                               | 370                                           | 370                                           |
| 1925 | 1925                                          |                                               | 496                                           | 496                                           |
| 1939 | 1939                                          |                                               | 522                                           | 522                                           |
| 1946 | 1946                                          |                                               | 663                                           | 663                                           |
| 1950 | 1950                                          |                                               | 709                                           | 709                                           |
| 1956 | 1956                                          |                                               | 792                                           | 792                                           |
| 1961 | 1961                                          |                                               | 826                                           | 826                                           |
| 1967 | 1967                                          |                                               | 792                                           | 792                                           |
| 1970 | 1970                                          |                                               | 795                                           | 795                                           |
| 1980 | 1980                                          |                                               | ?                                             | ?                                             |
| 1990 | 1990                                          |                                               | ?                                             | ?                                             |
| 2000 | 2000                                          |                                               | 722                                           | 722                                           |
| 2009 | 2009                                          |                                               | 701                                           | 701                                           |
| 2011 | 2011                                          |                                               | 609                                           | 609                                           |
| 2020 | 2020                                          |                                               | 543                                           | 543                                           |
| Datenquelle: Historisches Gemeindeverzeichnis für Hessen: Die Bevölkerung der Gemeinden 1834 bis 1967. Wiesbaden: Hessisches Statistisches Landesamt, 1968. Weitere Quellen: bis 1970 LAGIS; Stadt Herringen; Zensus 2011 |                                               |                                               |                                               |                                               |

## Religion
Die evangelisch-lutherischen Kirchgemeinden Bosserode und Kleinensee gehörten bis nach Kriegsende der thüringischen Landeskirche an, weshalb viele alte kirchliche Urkunden in thüringischen Archiven lagern. Erst 1970 schlossen der Eisenacher Bischof Moritz Mitzenheim und der Kasseler Bischof Vellmer, ohne Befragung der Synoden, einen Tauschvertrag, indem das ehemalige hessische Schmalkalden zur Thüringer Landeskirche und die beiden Orte zur Evangelischen Kirche von Kurhessen-Waldeck kamen.
 Historische Religionszugehörigkeit
| • 1885: | 346 evangelische (= 99,071 %), ein katholischer (= 0,29 %) Einwohner |
| • 1961: | 751 evangelische (= 90,92 %), 67 katholische (= 8,11 %) Einwohner    |

## Politik
Für den Stadtteil Kleinensee besteht ein Ortsbezirk (Gebiete der ehemaligen Gemeinde Kleinensee) mit Ortsbeirat und Ortsvorsteher nach der Hessischen Gemeindeordnung. Der Ortsbeirat besteht aus sieben Mitgliedern. Bei Kommunalwahlen in Hessen 2021 lag die Wahlbeteiligung zum Ortsbeirat bei 56,51 %. Alle Kandidaten gehören der SPD an. Der Ortsbeirat wählte Bernd Maus zum Ortsvorsteher.

## Sehenswürdigkeiten
Für die unter Denkmalschutz stehenden Kulturdenkmäler des Ortes siehe die Liste der Kulturdenkmäler in Kleinensee.

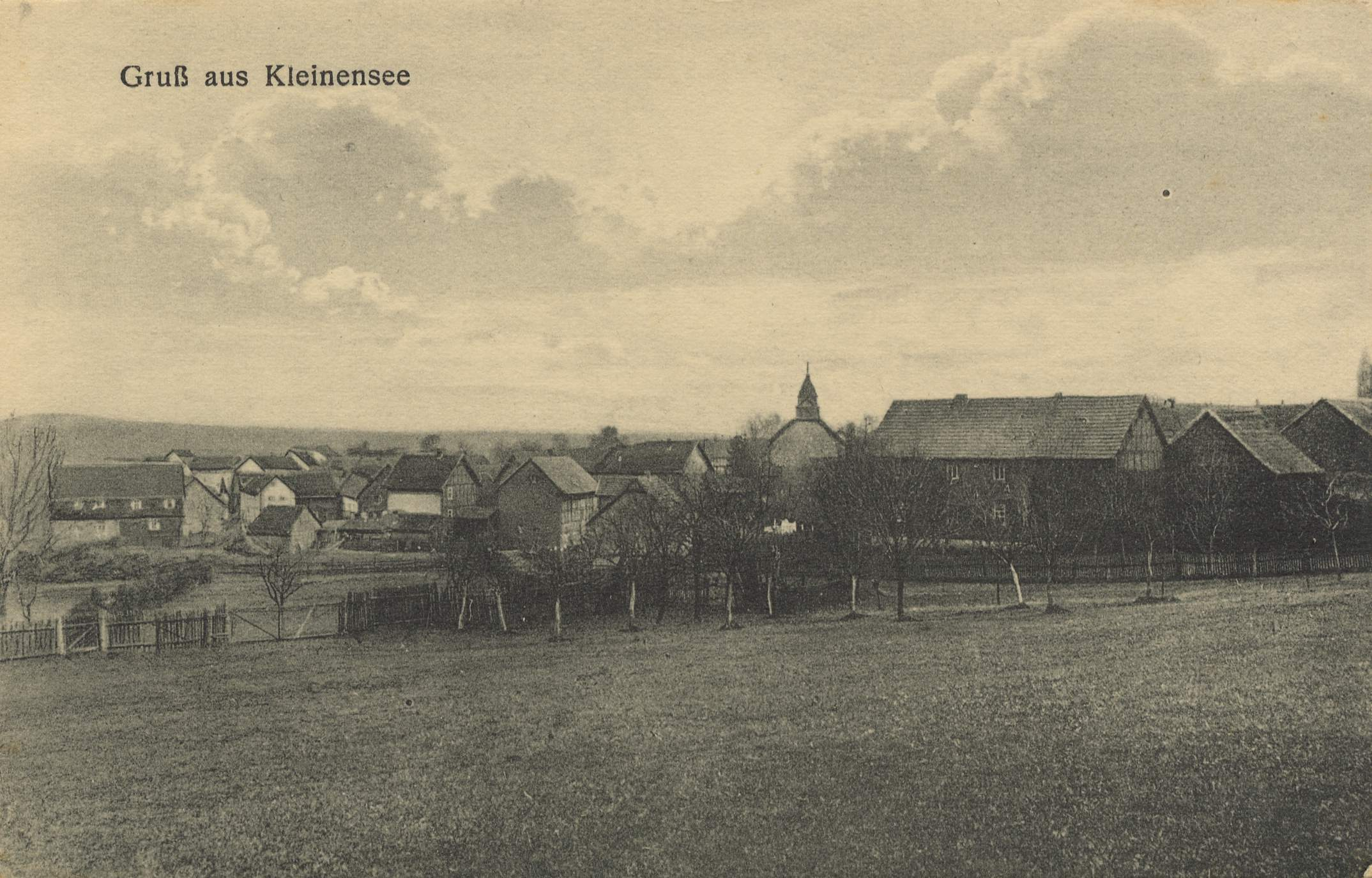
Kleinensee um 1910
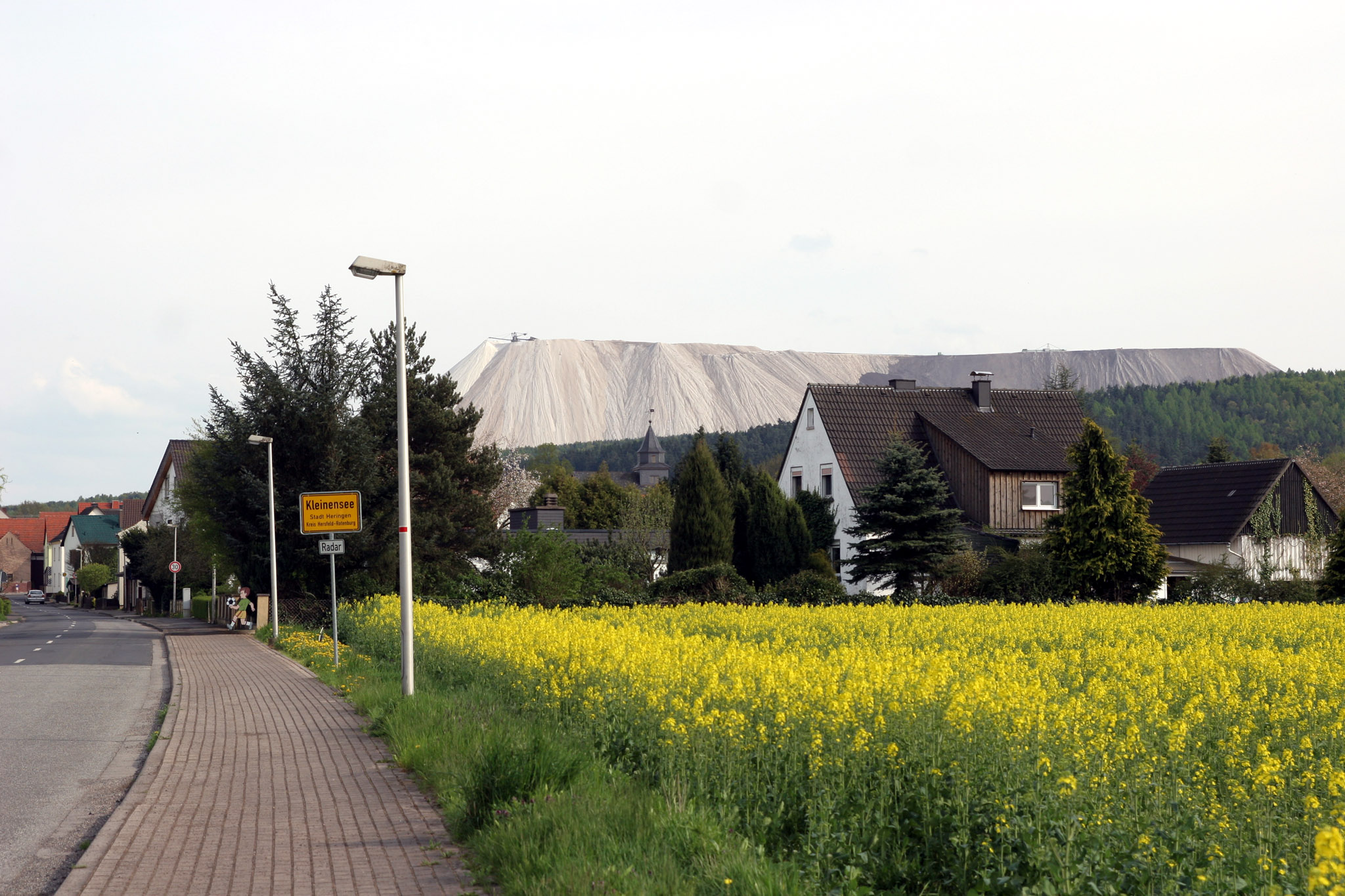
Ortsbild mit Monte Kali im Hintergrund
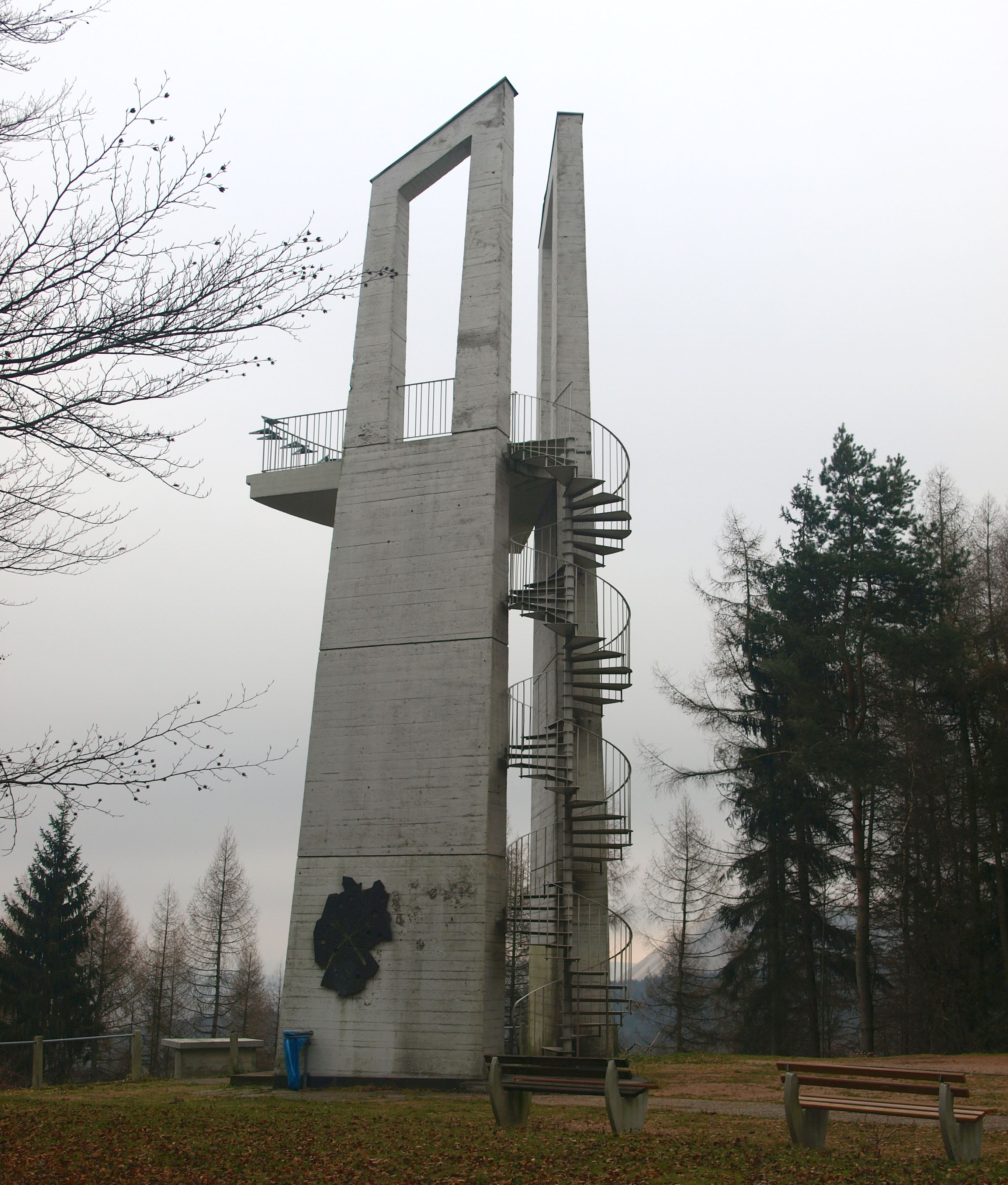
Das Mahnmal Bodesruh ist ein nach der deutschen Teilung errichtetes Mahnmal
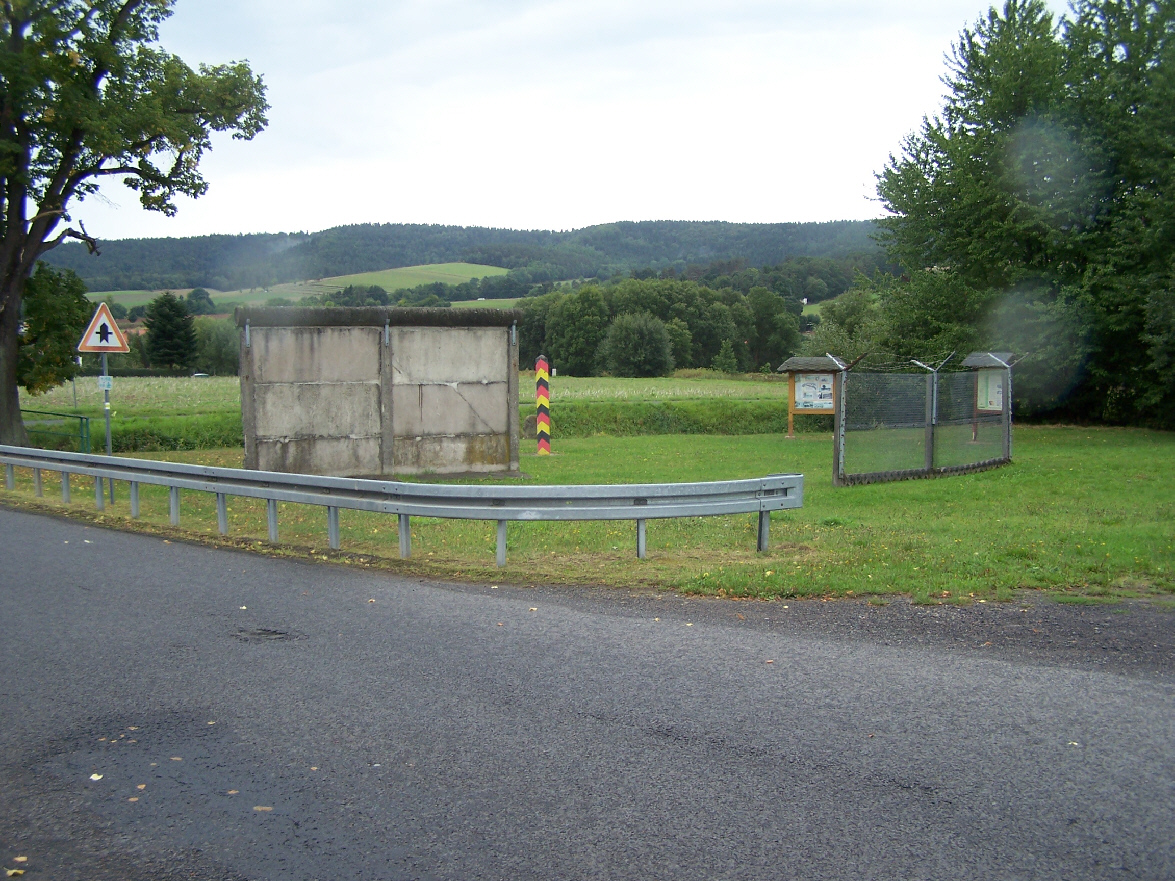
Gedenkanlage zwischen Kleinensee und Großensee